# Peter Bagge
Peter Christian Paul Bagge (Peekskill, Estados Unidos; 11 de diciembre de 1957) es un historietista estadounidense, uno de los más importantes del cómic alternativo. Una de sus obras más célebres es Odio, que sigue las andanzas de Buddy Bradley en el Seattle de los 90, en pleno auge del grunge.

## Biografía
La familia Bradley vio la luz por primera vez en las páginas de Comical Funnies (1980-1981). Tras esto, Bagge empezó a trabajar en la legendaria Weirdo, de Robert Crumb, al que Bagge considera "el más grande de todos los dibujantes". Fue editor de esta publicación desde 1983 hasta 1986.
Bagge creó su propio cómic, Neat Stuff, (en España  publicado con el título Mundo idiota), para la editorial Fantagraphics, y es en esta serie donde Buddy Bradley, el pesimista hijo adolescente de los Bradley, se descubre como el personaje más atractivo.
En 1990, Neat Stuff' se transformó en un nuevo título, Odio, dedicado exclusivamente a las andanzas de Buddy Bradley y sus seres más cercanos.
Entre febrero de 2005 y noviembre de 2007, Bagge realizó la serie Apocalypse Nerd, de seis números.
En 2011, la Editorial La Cúpula editó Bat Boy, una recopilación de las tiras dedicadas a este personaje publicadas en el periódico satírico Weekly World News.

## Obras publicadas en España
- 2018 - FIRE!!: La historia de Zora Neale Hurston. Ediciones La Cúpula. ISBN 978-8416400690.[3]
- La mujer rebelde (Ediciones La Cúpula).[4]
- Odio #1 al 14 (Ediciones La Cúpula).
- Buddy y los Bradley #1 y 2 (Ediciones La Cúpula).
- Mundo Idiota #1 al 13 (Ediciones La Cúpula).
- Studs Kirby (Ediciones La Cúpula).
- Junior y otros perdedores (Ediciones La Cúpula).
- Sudando Tinta #1 al 3 (Ediciones La Cúpula).
- Alien Caos VV.AA. (Norma Editorial).
- Apocalipsis Friki (Ediciones La Cúpula)
- Bat Boy (Ediciones La Cúpula)
- Other Lives (Ediciones La Cúpula)
- Todo el mundo es imbécil (Ediciones La Cúpula)

## Premios y nominaciones
- 1996 Premios Haxtur al "Finalista más Votado por el Público" por "Odio#2" en el Salón Internacional del Cómic del Principado de Asturias Gijón.
- 1996 Nominado al Premios Haxtur a la "Mejor Historia Corta" por "Odio#2" en el Salón Internacional del Cómic del Principado de Asturias Gijón
- 1996 Nominado al Premios Haxtur al "Mejor Guion" por "Odio#2" en el Salón Internacional del Cómic del Principado de Asturias Gijón.